# Joseph Soussial
Joseph Soussial est un homme politique français né le 16 octobre 1852 à Miramont-de-Guyenne (Lot-et-Garonne) et décédé le 30 juin 1915 à Miramont-de-Guyenne.

## Biographie
Artisan bottier, puis tanneur, il contribue à l'essor de l'industrie de la chaussure dans sa ville natale. Maire de Miramont-de-Guyenne en 1909, conseiller général du canton de Lauzun en 1909, il est député de Lot-et-Garonne de 1910 à 1914, inscrit au groupe de la Gauche démocratique.

## Sources
- « Joseph Soussial », dans le Dictionnaire des parlementaires français (1889-1940), sous la direction de Jean Jolly, PUF, 1960 [détail de l’édition]